# Кольцевая автомобильная дорога вокруг Санкт-Петербурга

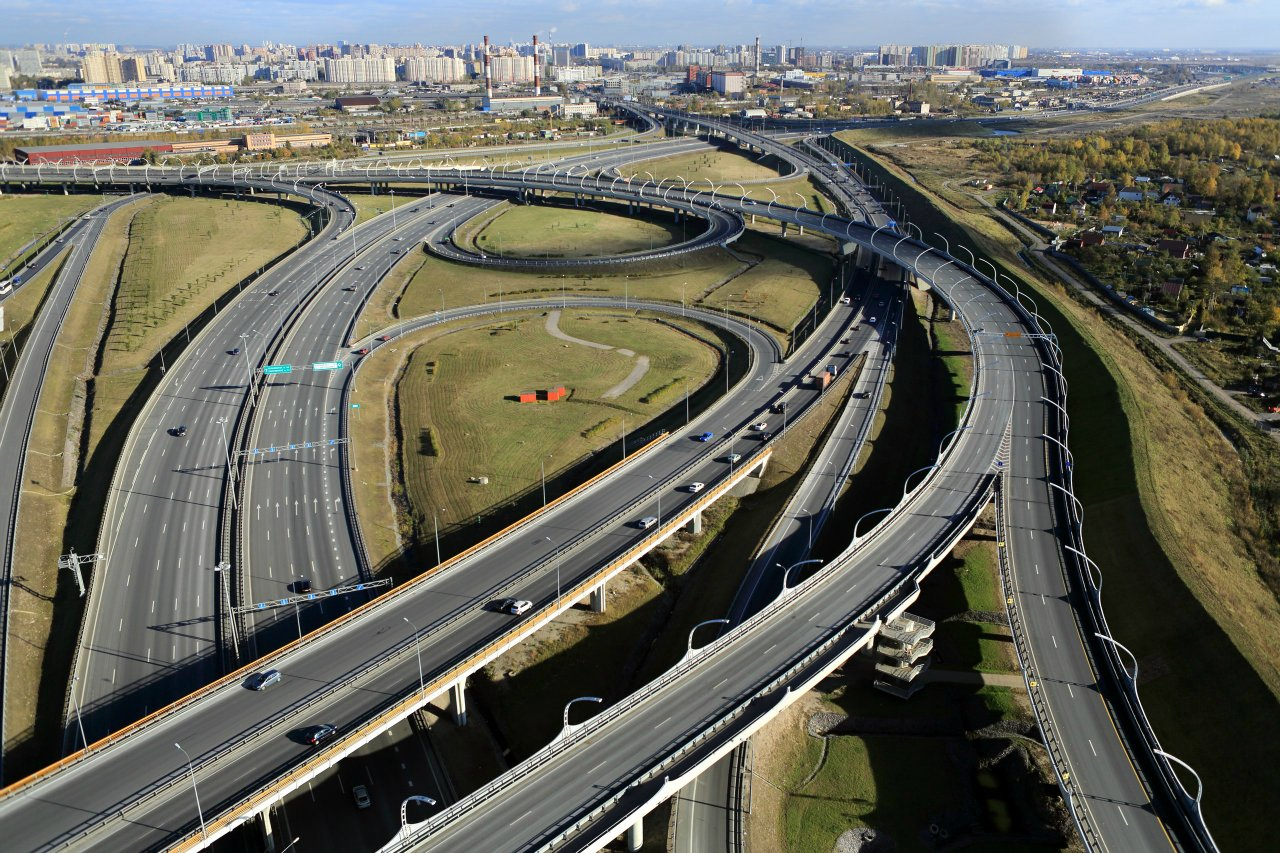
Развязка, ЗСД, Дачного проспекта и Предпортовой улицы

Кольцева́я автомоби́льная доро́га вокру́г г. Санкт-Петербу́рга А118 — автомобильная дорога общего пользования федерального значения, располагающаяся на территории Санкт-Петербурга и Ленинградской области. Бо́льшая часть дороги проходит в окрестностях административной границы города и области и является скоростной дорогой. Протяжённость — 142,15 километра.

## Предпосылки строительства дороги
Трасса кольцевой дороги связывает все основные дорожные магистрали, расходящиеся из центра Санкт-Петербурга в направлении Москвы, Мурманска, Выборга, Пскова и Ивангорода. Первоначально средства на строительные работы выделялись только из федерального бюджета. Санкт-Петербург в финансировании участия не принимал, поскольку объект — дорога федерального значения. В 2004 году активные строительные работы на КАД дважды приостанавливались из-за отсутствия финансирования.

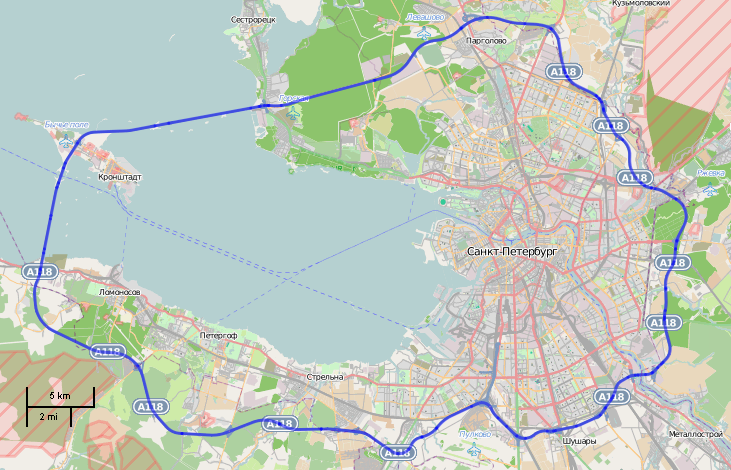
Схема кольцевой автомобильной дороги вокруг Санкт-Петербурга

## Характеристика дороги
- Общая наземная длина КАД составляет 116,75 км, а с учетом участка, проходящего по Комплексу защитных сооружений Петербурга от наводнений, — 142,15 км[2].
- Протяженность восточного полукольца 66,07 км[2].
- Протяженность западного полукольца 50,68 км[2].
- Категория автомобильной дороги — IА (автомагистраль) на всём протяжении.
- Количество полос движения — 4—8:
  - от Приморского ш. до съезда на ЗСД (11 км) — 4 полосы (предполагается увеличение до 6 полос);
  - от съезда на ЗСД до пр. Культуры (17 км) — 6 полос;
  - от пр. Культуры до Таллинского ш. (51 км) — 8 полос;
  - от Таллинского ш. до Приморского ш. (62 км, включая участок по КЗС длиной 25,4 км) — 6 полос;
- Количество транспортных развязок — 26[2].
- Количество мостов, путепроводов, эстакад и тоннелей — 106[2].
- Вдоль дороги предусмотрены места для вертолётных площадок[3].

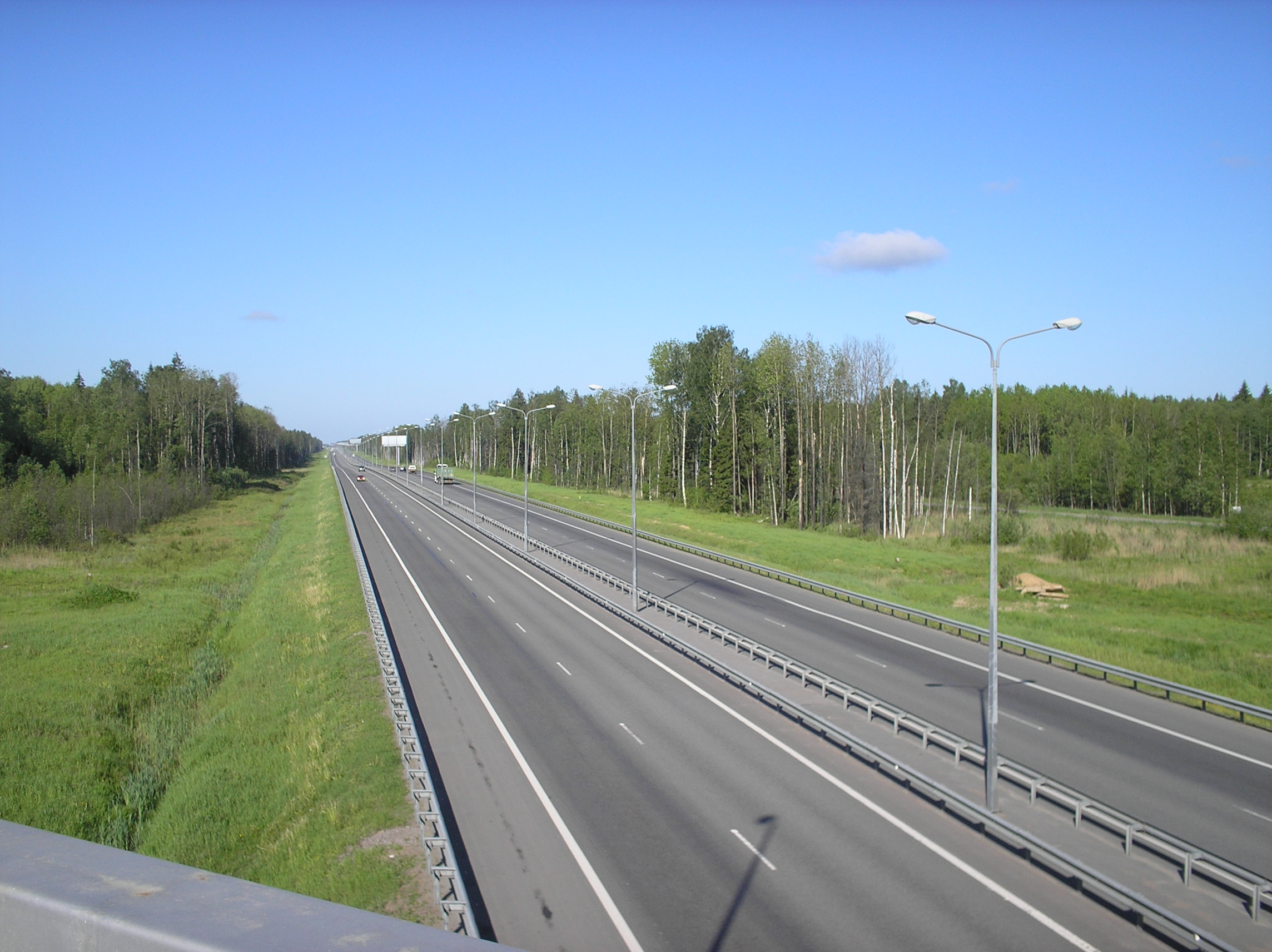
КАД в районе Горской

## Описание автодороги

### Восточное полукольцо
- Развязка с трассой «Скандинавия», в её составе проезд над шоссе и Большой Горской улицей.
  - Путепровод над Пушкинской улицей
  - Шестиполосная магистраль
  - Односторонние одноуровневые примыкания Владимирского проспекта и Горского шоссе.
  - Мост через приток Чёрной речки.
- Проезд под путепроводом в продолжении Коннолахтинской дороги.
- Развязка с ЗСД, Горским и Левашовским шоссе.
- Развязка с продолжением Комендантского проспекта, соединение с уличной сетью через улицу Парашютная.

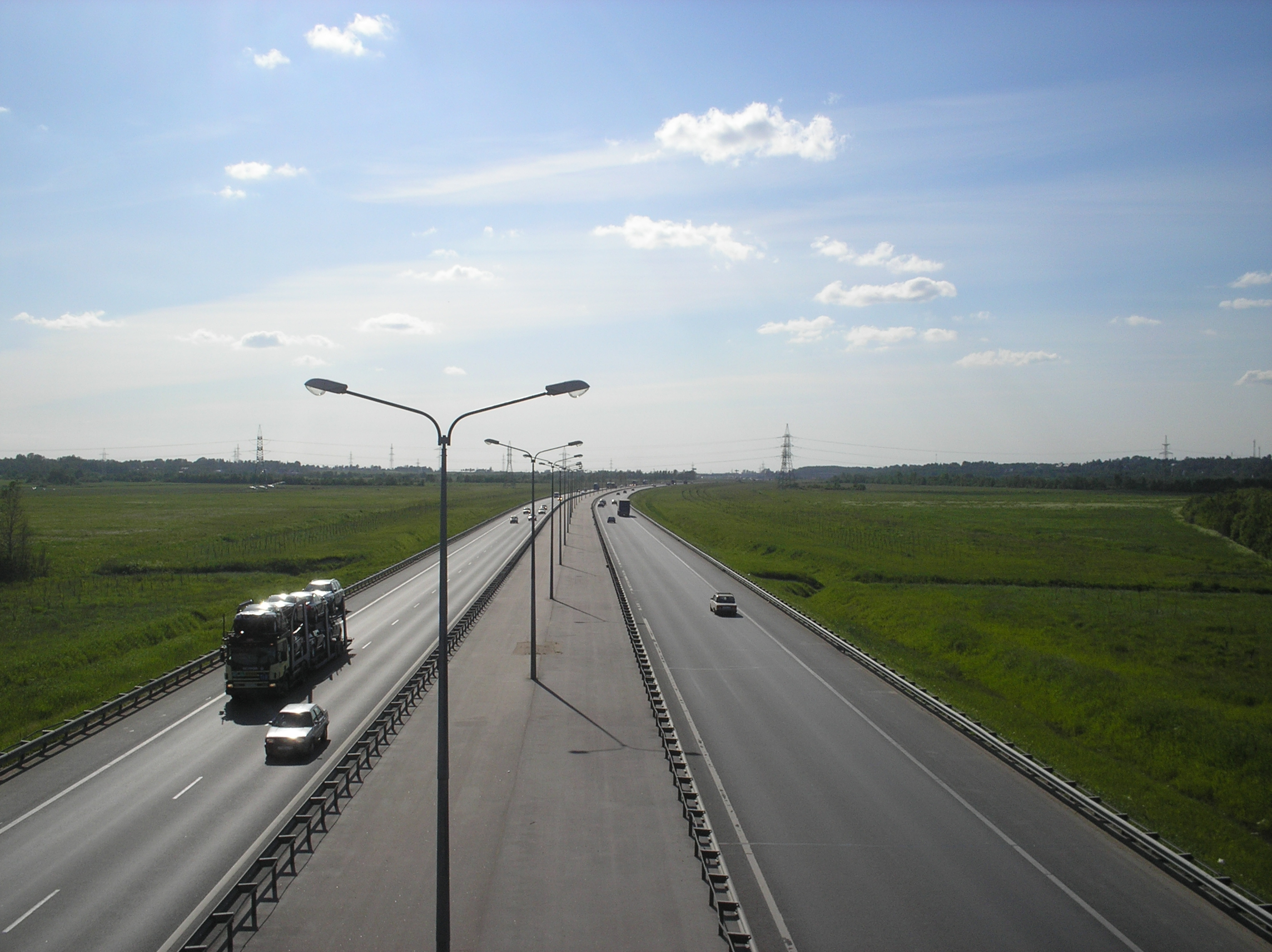
КАД в районе Парголово

- - Путепровод над железнодорожными путями станции Парголово Выборгского направления Октябрьской железной дороги, развязка типа «разворот» в составе путепровода.
  - Проезд под путепроводом Выборгского шоссе.
- Развязка с Выборгским шоссе, в её составе проезд под путепроводом развязки.
  - Проезд под путепроводом в продолжении Ольгинской дороги.
- Развязка с проспектом Энгельса и трассой «Сортавала» (Новоприозерским шоссе), в её составе проезд под путепроводом развязки.
  - Надземный пешеходный переход.
  - Путепровод над Шоссейной улицей посёлка Бугры
- Примыкание проспекта Культуры, путепровод над проспектом Культуры.
- Восьмиполосная магистраль
  - Примерно в створе улицы Брянцева начинается эстакада.
- Развязка в Западном Мурино— съезд на улицу Шувалова и Охтинскую аллею, путепровод над проездом между Охтинской аллеей и Верхней улицей.
- Развязка в Восточном Мурино с железнодорожными путями Приозерского направления Октябрьской железной дороги между платформой Новая Охта и станцией Девяткино. Под развязкой проложен Токсовский тоннель в створе Токсовской улицы.
  - Коммуникационный мост с теплотрассой над КАД (построен в конце 2015 года[4])
  - Мост через Муринский ручей.
- Развязка с Пискарёвским проспектом, в её составе проезд под путепроводом развязки.
  - Мост через ручей Безымянный.
- Развязка с Шафировским проспектом, проезд под путепроводом.
  - Беляевский мост через реку Охту.
- Ржевская развязка (Ржевский разъезд)КАД, 43-й км, внутреннее кольцо

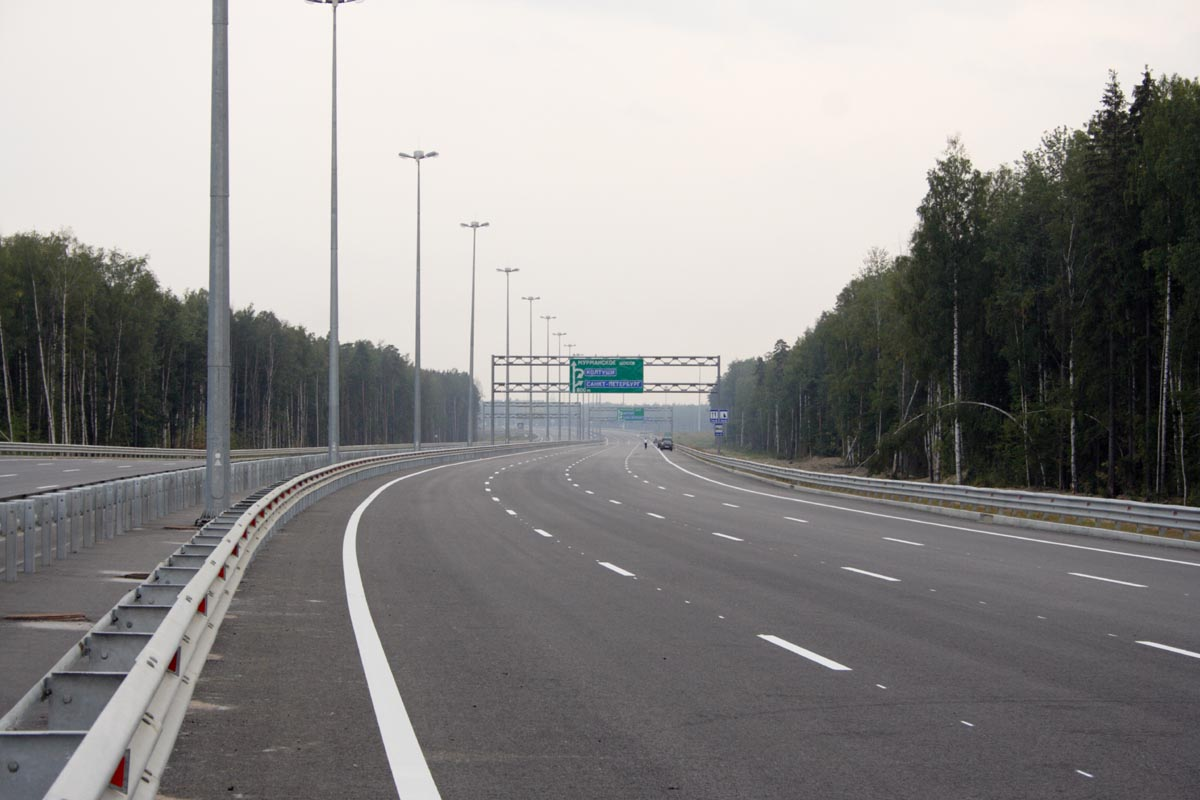
КАД, 43-й км, внутреннее кольцо

  - Пересечение с Челябинской улицей, проезд под путепроводом.
  - Мост через Горелый ручей.
  - Пересечение с Рябовским шоссе, проезд под путепроводом.
  - Путепровод над Поперечной улицей
  - Мост через реку Лубья.
  - Путепровод через железнодорожные пути Октябрьской железной дороги между станциями Ржевка (станция) и Пост Ковалёво.
  - Мост через реку Лапка.
- Развязка с Колтушским шоссе. Проезд над ним.
  - Путепровод над грунтовой дорогой
  - Путепровод через железнодорожные пути Октябрьской железной дороги между станциями Заневский Пост-2 и Мяглово.
  - Путепровод над грунтовой дорогойБольшой Обуховский мост

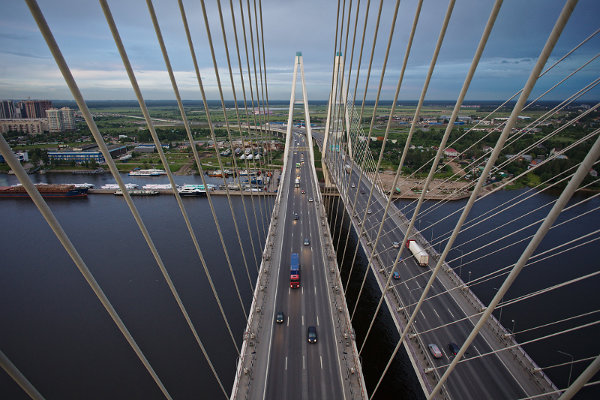
Большой Обуховский мост

  - Проезд под путепроводом Центральной улицы.
  - Мост через приток реки Оккервиль.

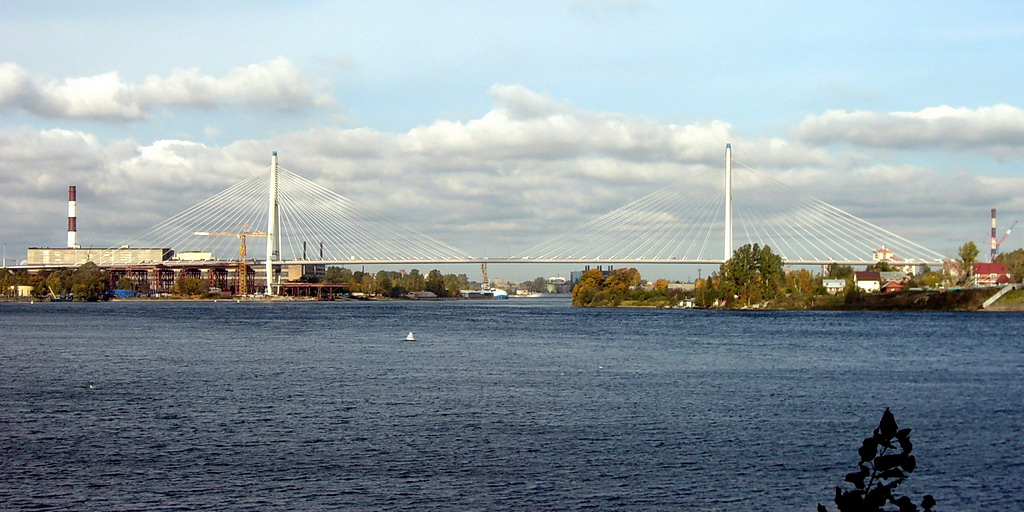
Большой Обуховский мост на КАД

- Развязка с Мурманским шоссе по двум путепроводам.
  - Проезд по путепроводу через автомобильную дорогу.
- Развязка с Октябрьской набережной: проезд под путепроводом развязки, затем по путепроводу через набережную.
  - Большой Обуховский мост через реку Неву
- Путепровод в составе развязки с проспектом Обуховской обороны и Рабфаковской улицей.
  - Эстакада.
  - Путепровод через железнодорожные пути Московского направления Октябрьской железной дороги между станциями Обухово (станция) и Рыбацкое (станция), Славянка.
- Развязка с Софийской улицей, проезд над улицей.
  - Путепровод над железнодорожными путями Октябрьской железной дороги
  - В створе улицы Мира начинается эстакада, под ней три раза проходят железнодорожные пути Октябрьской железной дороги между платформой Купчино и станцией Шушары и дважды — автомобильная дорога.
- Путепровод через Витебский проспект и Московское шоссе в составе развязки с Московским шоссе.

Общественный транспорт использует Токсовский тоннель и выезжает на КАД для обеспечения сообщения Красногвардейского и Калининского района с помощью автобусов: 177, 193, 205, 240, 247.
| Км                       | Название                                                                           | Тип  | Пересечение дорог                              | Открыта | Состояние     |
| ------------------------ | ---------------------------------------------------------------------------------- | ---- | ---------------------------------------------- | ------- | ------------- |
| Восточное полукольцо КАД |                                                                                    |      |                                                |         |               |
| 0                        | Транспортная развязка в районе ст. Горская                                         |      | «Скандинавия» А181 E 18 AH8                    | 2001    | Открыта       |
| 9                        | Развязка на пересечении ЗСД и КАД на севере                                        |      | ЗСД, Левашовское шоссе, Горское шоссе          | 2013    | Открыта       |
| 13                       | Развязка на пересечении с продолжением Комендантского проспекта                    |      | Комендантский проспект                         | 2011    | Открыта       |
| 18                       | Транспортная развязка на пересечении с Выборгским шоссе                            |      | Выборгское шоссе                               | 2001    | Открыта       |
| 24                       | Транспортная развязка на пересечении с проспектом Энгельса и трассой «Сортавала»   |      | Проспект Энгельса, «Сортавала» А121            | 2007    | Открыта       |
| 28                       | Транспортная развязка на пересечении с проспектом Культуры                         |      | Проспект Культуры                              | 2006    | Открыта       |
| 30                       | Транспортная развязка в Западном Мурино                                            |      | продолжение Верхней улицы                      | 2020    | Достраивается |
| 32                       | Транспортная развязка в Восточном Мурино                                           |      | Автодорога «Санкт-Петербург — Матокса» 41К-065 | 2007    | Открыта       |
| 34                       | Транспортная развязка на пересечении с Пискарёвским проспектом                     |      | Пискарёвский проспект                          | 2010    | Открыта       |
| 38                       | Транспортная развязка на пересечении с Шафировским проспектом                      |      | Шафировский проспект                           | 2006    | Открыта       |
| 39                       | Беляевский мост через реку Охту                                                    | Мост |                                                | 2008    | Открыта       |
| 39                       | Развязка на пересечении с Рябовским шоссе                                          |      | Рябовское шоссе                                | 2008    | Открыта       |
| 41                       | Развязка на пересечении с Поперечной улицей                                        |      | Поперечная улица                               |         | Перспектива   |
| 45                       | Транспортная развязка на пересечении с Колтушским шоссе                            |      | Колтушское шоссе                               | 2006    | Открыта       |
| 48                       | Развязка на пересечении с продолжением ул. Кржижановского                          |      | Улица Кржижановского                           |         | Перспектива   |
| 51                       | Транспортная развязка на пересечении с Мурманским шоссе                            |      | Мурманское шоссе Р21 E 105                     | 2006    | Открыта       |
| 56                       | Транспортная развязка на пересечении с Октябрьской набережной                      |      | Октябрьская набережная                         | 2007    | Открыта       |
| 56-57                    | Большой Обуховский мост через реку Неву                                            | Мост |                                                | 2007    | Открыта       |
| 57                       | Транспортная развязка на пересечении с проспектом Обуховской Обороны               |      | Проспект Обуховской Обороны                    | 2007    | Открыта       |
| 60                       | Транспортная развязка на Софийской улице                                           |      | Софийская улица                                | 2009    | Открыта       |
| 66                       | Транспортная развязка на пересечении КАД с Московским шоссе и Витебским проспектом |      | Московское шоссе М10 E 105 AH8                 | 2008    | Открыта       |

### Западное полукольцо

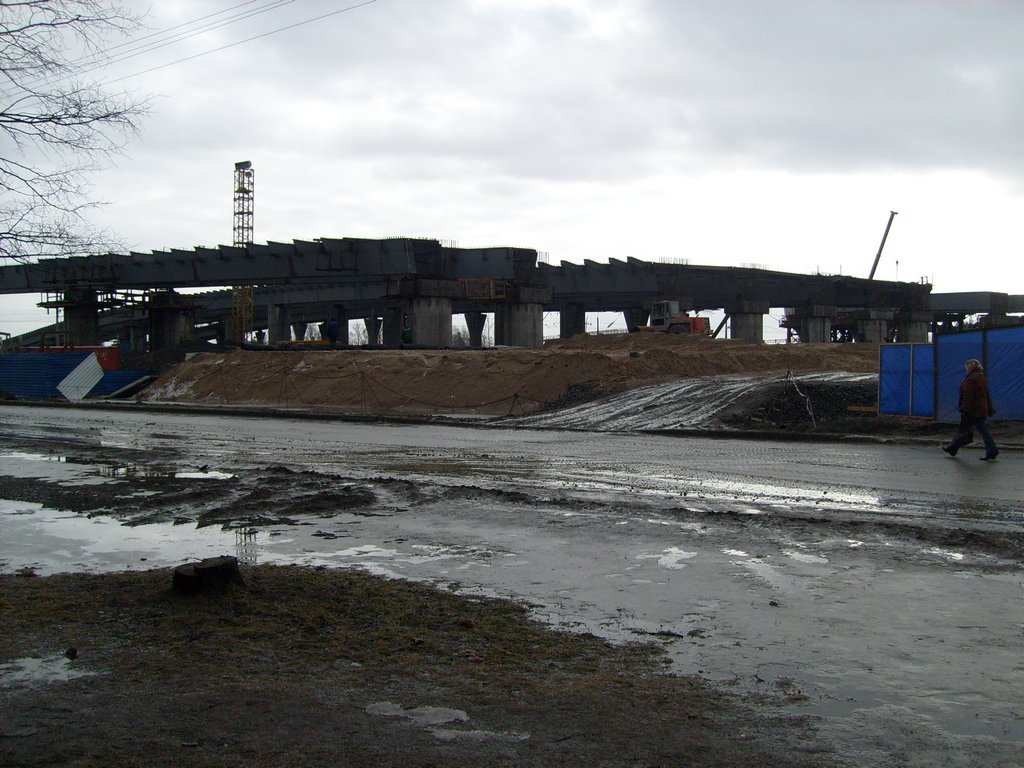
Строительство развязки на Дачном проспекте

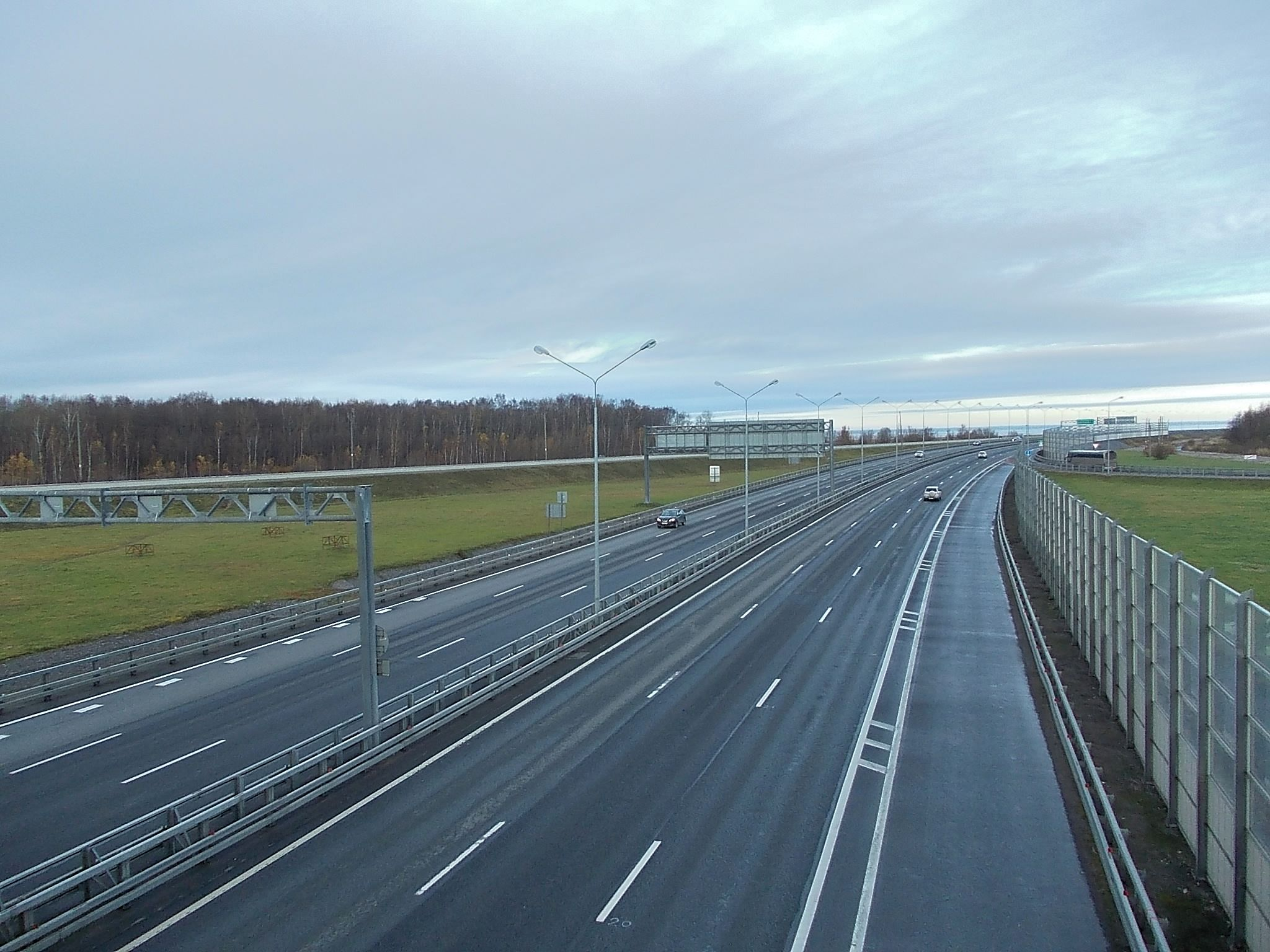
Вид с моста на Кроштадтском шоссе

- Пулковская развязка в районе аэропорта Пулково-2 с Пулковским шоссе и автомагистралью М-11 «Нева»; развязка расположена на пересечении Пулковского шоссе с улицей Стартовой, имеет три уровня и 8 съездов, шоссе — самый нижний уровень;
- «Развязка трёх магистралей». Самая сложная развязка, связывающая КАД, ЗСД и продолжение Дачного проспекта; из 16 возможных направлений движения развязка имеет 15: единственное невозможное направление — с ЗСД на Предпортовую улицу. КАД проходит под ЗСД и Дачным проспектом.
- Развязка со служебным подъездом к Аэропорту Пулково, вертолетным центром «Хели-Драйв».
- Развязка на пересечении Таллинского и Волхонского шоссе, путепровод над Таллинским шоссе
- Шестиполосная магистраль.
- Развязка с продолжением улицы Пионерстроя (на первом этапе «улица Пионерстроя» будет представлять собой лишь участок от КАДа до Волхонского шоссе, её соединение с действующей улицей Пионерстроя — дело более далёкого будущего);
- Развязка с Красносельским шоссе;
- Путепровод над дорогой «Новоселье — Средняя колония»;
- Проезд под путепроводом дороги на Ломоносовскую птицефабрику;
- Проезд под путепроводом дороги «Новополье — Горбунки»;
- Развязка с Ропшинским шоссе;
- Проезд под путепроводом дороги «Велигонты — Низино»;
- Развязка с дорогой «Ольгино — Симоногонт»;
- Развязка с Гостилицким шоссе;
- Развязка с продолжением Ораниенбаумского проспекта в Ломоносове;
- Проезд под путепроводом дороги «Сойкино—Большое Коновалово»;
- Проезд под путепроводом дороги «Сойкино — Пеники»;
- Развязка с Краснофлотским шоссе в Бронке;
- Южный участок дамбы;
  - Два моста через водопропускные сооружения В1-В2;
  - Надземный пешеходный переход;
  - Тоннель под судопропускным сооружением С1, в его составе автодорожная развязка «разворот» с обеих сторон над тоннелем;
  - Надземный пешеходный переход
- Кронштадт
  - Развязка с Кронштадтским шоссе, в её составе проезд под путепроводом шоссе;
- Северный участок дамбы;
  - Мост через водопропускное сооружение В3;
  - Надземный пешеходный переход
  - Мост над судопропускным сооружением С2, в его составе автодорожная развязка «разворот» с обеих сторон под мостом;
  - Надземный пешеходный переход
  - Три моста через водопропускные сооружения В4-В6;
  - Надземный пешеходный переход между В5 и В6;
- Развязка с трассой «Скандинавия» и железнодорожными путями Сестрорецкого направления Октябрьской железной дороги (перегон Лисий Нос — Сестрорецк, платформа Горская). Проезд сверху. Точка начала внутреннего кольца.

| Км                      | Название                                                                         | Тип | Пересечение дорог                                   | Открыта   | Примечания                                    |
| ----------------------- | -------------------------------------------------------------------------------- | --- | --------------------------------------------------- | --------- | --------------------------------------------- |
| Западное полукольцо КАД |                                                                                  |     |                                                     |           |                                               |
| 68                      | Транспортная развязка на пересечении с Пулковским шоссе и трассой «Нева»         |     | Пулковское шоссе Р23 E 95 «Нева» М11 AH9            | 2008 2019 | Открыта                                       |
| 71                      | Развязка трёх магистралей                                                        |     | ЗСД, Предпортовая улица, Дачный проспект            | 2008      | Открыта                                       |
| 76                      | Транспортная развязка на пересечении с правительственной трассой «Пулково — КАД» |     | Правительственная трасса «Пулково — КАД»            | 2013      | Открыта                                       |
| 80                      | Транспортная развязка на пересечении с Таллинским шоссе                          |     | Волхонское шоссе, Таллинское шоссе A180 E 20        | 2010      | Открыта                                       |
| 83                      | Развязка с продолжением улицы Пионерстроя                                        |     | Улица Пионерстроя                                   | 2010      | Открыта                                       |
| 85                      | Транспортная развязка на пересечении с Красносельским шоссе                      |     | Красносельское шоссе                                | 2010      | Открыта                                       |
| 93                      | Транспортная развязка на пересечении с Ропшинским шоссе                          |     | Ропшинское шоссе                                    | 2010      | Открыта                                       |
| 100                     | Транспортная развязка на пересечении с автодорогой «Ольгино — Симоногонт»        |     | Автодорога «Ольгино — Симоногонт»                   | 2010      | Открыта                                       |
| 104                     | Транспортная развязка на пересечении с Гостилицким шоссе                         |     | Гостилицкое шоссе                                   | 2010      | Открыта                                       |
| 106                     | Транспортная развязка на пересечении с дорогой на г. Ломоносов                   |     | Продолжение Ораниенбаумского проспекта в Ломоносове | 2011      | Открыта                                       |
| 117                     | Транспортная развязка в Бронке                                                   |     | Краснофлотское шоссе А121                           | 2010      | Открыта, достраиваются съезды к ММПК «Бронка» |
| 117—123                 | Южный участок дамбы                                                              | КЗС |                                                     | 2011      | Открыта                                       |
| 126                     | Транспортная развязка в Кронштадте                                               |     | Кронштадтское шоссе                                 | 2008      | Открыта                                       |
| 130—140                 | Северный участок дамбы                                                           | КЗС |                                                     | 2010      | Открыта                                       |
| 0                       | Транспортная развязка в районе ст. Горская                                       |     | «Скандинавия» А181 E 18 AH8                         | 2005      | Открыта                                       |

### Общественный транспорт
Автобусы из Кронштадта:
- 101, 101А — сворачивают на Горской и идут на Старую Деревню через Беговую;
- 215 — там же, только уходит на Сестрорецк;
- 207 — сворачивает на Комендантский проспект и идёт на Проспект Просвещения;
- 2Л, 175 — идут до Краснофлотского шоссе, где уходят в Ломоносов, до станции Ораниенбаум-1.
- 406 — там же, только уходит на СНТ «Красногорские покосы» (по пятницам и выходным)

194 автобус (Комендантский проспект — завод «Хендай») проходит по КАД от Комендантского проспекта до Левашовского шоссе;
247 автобус (Гражданский проспект — Мега-Парнас) — от 41К-065 до проспекта Энгельса.
205А (Западное Мурино — Проспект Просвещения) следует по КАД от улицы Шувалова до проспекта Культуры (областной);
402 (Сосновый Бор — Парнас) следует по КАД от Краснофлотского шоссе до проспекта Энгельса (областной).
Ранее по участку КАД от развязки с Выборгским Шоссе до развязки с пр. Энгельса ходил автобус 148.

## История проекта

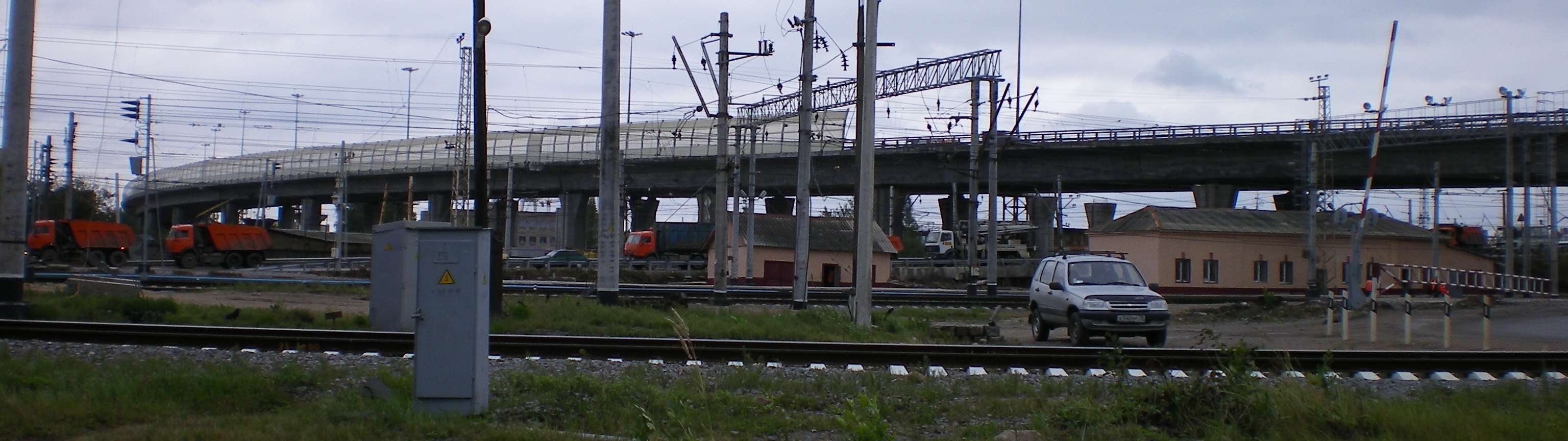
Эстакада в районе станции Обухово и Обуховского путепровода

Восточное полукольцо от Горской до пересечения с Московским проспектом предполагалось полностью сдать в эксплуатацию к юбилею города в мае 2003 года. Проехать по этому участку стало возможно в 2006 году, а полностью он был сдан только в 2008.
- 1998 год — начало строительства Кольцевой автодороги вокруг Петербурга[7].
- осень 2001 года — открыт первый участок длиной 24 км от Горской до Осиновой Рощи, который был соединён с временной дорогой на Кронштадт по северному участку КЗС (дамбы).
- 26 декабря 2002 года — открытие движения по КАД на участке от Осиновой Рощи до транспортной развязки с проспектом Энгельса.
- 15 декабря 2004 года — открылось движение по Большому Обуховскому (вантовому) мосту, единственному на тот момент неразводному мосту через реку Неву на территории Санкт-Петербурга.
- 30 августа 2005 года — введён в строй участок КАД от Московского шоссе до Большого Обуховского моста[8].
- 26 декабря 2005 года — открыта развязка на пересечении с Софийской улицей. Дан старт строительству западного полукольца КАД (от Московского шоссе до железнодорожной станции Бронка).
- 7 сентября 2006 года — завершена первая очередь работ в районе Ржевки, открыто сквозное движение от развязки в Горской до Московского шоссе.
- 19 октября 2007 года — открыта вторая очередь Большого Обуховского моста. В этот же день было открыто полноценное восьмиполосное движение в районе муринской развязки и сама развязка (доделывалась до 1 декабря 2007).
- 25 ноября 2007 года — открыт участок от Московского до Таллинского шоссе
- 23 июля 2008 года — открыта развязка в Кронштадте.
- 1 сентября 2008 года — участок от Московского шоссе и Большой Обуховский мост через Неву расширен с 4 до 8 полос[9].
- 30 октября 2008 года — открыта «развязка трёх магистралей»: КАД, ЗСД и продолжения Дачного проспекта до Предпортовой улицы; также введён в эксплуатацию в полном объёме участок КАД в районе станции Ржевка.
- ноябрь 2008 года — открыто технологическое движение на участке от острова Котлин до южного побережья Финского залива[10]
- середина 2009 года — открыто полноценное 6-полосное движение по северному участку дамбы.
- май 2010 года — на КАДе в режиме тестовой эксплуатации запущены несколько табло АСУДД.
- октябрь 2010 года — открыт съезд на Горское шоссе и к заводу «Hyundai», элемент будущей развязки с северным участком ЗСД.
- 24 ноября 2010 года открыто движение от Таллинского шоссе до Краснофлотского в районе ж/д станции Бронка[11][12].
- 23 декабря 2010 года — в полном объёме открыта развязка с Пискарёвским проспектом, а также частично — развязка с Комендантским проспектом (который в настоящее время имеет разрыв, а присоединение к дорожной сети осуществляется через Парашютную улицу).
- 2 августа 2011 года — открыта развязка с продолжением Ораниенбаумского проспекта.
- 12 августа 2011 года — открыто движение по подводному тоннелю комплекса защитных сооружений от Бронки до Кронштадта. Начало движения по Кольцевой автодороге в полном объёме[13].
- 29 декабря 2011 года — развязка с продолжением Комендантского проспекта открыта в полном объёме.
- 3 августа 2013 года — развязка с северным участком ЗСД открыта в полном объёме.
- 26 августа 2013 года — открыта развязка с правительственной трассой «Пулково — КАД».
- 16 декабря 2013 года — модернизирована развязка в Бронке, к ней подключен ММПК «Бронка».
- 27 ноября 2019 года — к КАД в районе Пулковской развязки подключена автомагистраль М11 «Нева».
- 1 сентября 2020 года — открыта развязка с Охтинской аллеей в Западном Мурино, но только с внешним кольцом КАД; съезды на внутреннее кольцо КАД открыты 10 сентября 2020 года, а полностью доделана развязка 17 сентября 2021 года. Тогда же открыт для движения реконструированный участок КАД от проспекта Энгельса до ЗСД — в результате реконструкции участок был расширен с 4 до 6 полос движения.
- Август-сентябрь 2023 года — к КАД в районе развязки с Комендантским проспектом подключена дорога к строящемуся аэропорту Левашово.

## Бюджет строительства
- 2007 год — 80 миллиардов рублей
- 2008 год — 28,7 миллиарда рублей
- 2009 год — 10,8 миллиарда рублей
- 2010 год — 15 миллиардов рублей[14]